# Viola curvistylis
Viola curvistylis är en violväxtart som beskrevs av Boissieu och François Gagnepain. Viola curvistylis ingår i släktet violer, och familjen violväxter. Inga underarter finns listade i Catalogue of Life.